# Johann von Limburg-Broich
Johann von Limburg-Broich († 26. Juli 1511) war deutscher Adliger, durch Abstammung und Erbe Graf von Limburg sowie Herr zu Broich.

## Abstammung
Graf Johann von Limburg-Broich kam als einziger Sohn des Grafen Wilhelm II. von Limburg-Broich (* um 1425; † 14. September 1473) und dessen Ehefrau Jutta von Runkel zur Welt.

## Leben
Nach dem Tod seines Vaters Wilhelm II. im Spätsommer 1473 wurde Johann Erbe der Herrschaft Broich und einem Teil des Kondominiums der Grafschaft Limburg. Sein Onkel Graf Heinrich von Limburg-Broich übernahm die Vormundschaft für ihn und seine Schwestern Maria und Irmgard. Für Johann trat Heinrich in Limburg bis 1484 stellvertretend als Regent auf. 1478 wurde der Onkel durch Herzog Wilhelm von Jülich-Berg als Vormund der Kinder mit Broich und dem Anteil an Limburg belehnt. Sechs Jahre später wurde Johann dann selbst am 21. August 1484 vom Bergischen Herzog belehnt.
Nach dem Tode seines Onkels Heinrich von Limburg-Broich 1486 erbte Johann das Haus Bürgel und einen weiteren Teil von Limburg.
Johann heiratete am 20. Juni 1492 Elisabeth, Tochter von Friedrich von Neuenahr-Alpen und Eva von Linnep. Da die Ehe jedoch kinderlos blieb, adoptierte er die Waise Irmgard von Sayn (* 1482; † 27. August 1551), Tochter seiner Schwester Gräfin Maria (* um 1465; † 1487) und Graf Sebastian von Sayn-Wittgenstein (* um 1464; † 1498). Am 14. November 1505 gab Johann seine Adoptivtochter Wirich V. von Daun-Falkenstein zur Frau und übertrug ihm amtsweise das Schloss Limburg. Diese Hochzeit kam wohl durch Verhandlung von Wirichs Onkel Philipp II. von Daun zustande.
Am 26. Januar 1510 verzichtet er zu Gunsten Wirichs auch auf Haus Bürgel. Johann verstarb am 26. Juli 1511 und wurde in der Petrikirche in Mülheim beigesetzt.